# 廟子梁李氏墓
廟子梁李氏墓位於四川省南充市南部縣，文物遺址年代判定為清。2012年7月16日公佈為第八批四川省文物保護單位。

## 簡介[2]
廟子梁李氏墓位於四川省南充市南部縣楠木鎮金石村廟子梁，坐北向南，建於清代。由土塚和碑樓組成，土塚呈三角形，長5.8公尺，寬4.5公尺。塚前仿木石結構碑樓呈八字，寬6.0公尺，高5.4公尺。該墓碑樓雕有10蝠戰爭圖案，38幅戲劇故事圖案，人物造像200余尊，採用深、淺浮雕、透雕等手法，刻工精細，造形獨特，對研究清代民間墓葬及雕刻工藝提供了重要的實物資料，具有較高的歷史、藝術價值。2010年，廟子梁李氏墓被南充市人民政府公佈為市級文物保護單位。